# Station Birk Centerpark
Station Birk Centerpark is een spoorweghalte in Birk in de Deense gemeente Herning. De halte ligt aan de lijn tussen Skjern en Skanderborg. Volgens de dienstregeling 2015 rijdt op werkdagen ieder uur een trein richting Skanderborg - Aarhus en in de richting Skjern. 